# 법명
법명(法名)은 일컬어 계명(戒名), 불교에서 불교 승려가 되는 이에게 종파에서 지어 주는 이름인데 참고로 여담이지만 불교 승려의 출가 이전 속가 이름, 즉 불교 승려의 본명을 속명(俗名)이라 한다.

## 같이 보기
- 오계